# ابوحاتم سجستانی
سهل بن محمدبن عثمان بن یزید سجستانی، معروف به ابوحاتم سجستانی از بزرگان علم وادب، فقه، حدیث و لغت دوران خویش در سیستان بوده‌است. وی از شاگردان ابوزید بلخی و ابو عبیده و اخفش بوده‌است.

ابوحاتم مولف کتب بسیاری در علم صرف و نحو لغت و شعر است.از شاگردان وی نیز به محمدبن جریرطبری می‌توان اشاره نمود که علم حدیث را نزد ایشان فراگرفته‌است.
ابوحاتم  رساله‌ای در رسم‌الخط قرآن نگاشته است که امروزه بخش‌هایی از آن موجود است. همچنین خط عربی کم‌کم طی چند سده از «کوفی اولیه» به «نسخ» که امروزه قرآن را بدان می‌نویسند، دگرگونی یافت..

## تالیفات
- الصیر
- المذکر و المونث
- الشجر والنبات
- المقصور و المعدود
- الشوق الی الوطن
- النحل والعسی
- والفرق بین الادمین و بین کل ذی‌روح
- العمرین (کمبریج انگلستان)
- الوحوش
- الهمزه